# وادي عيسي
وادي عيسي، هو مجرى مائي ينبع من جرجرة ويسري في منطقة القبائل ليصب في سد تاقسبت ثم في وادي سيباو مرورا بولاية تيزي وزو.

## المسار
يمر «وادي عيسي» عبر ولاية تيزي وزو في جرجرة.
| رقم | ولاية تيزي وزو                      |
| --- | ----------------------------------- |
| 01  | واضية (بالفرنسية: Ouadhia)‏          |
| 02  | بني يني (بالفرنسية: Beni Yenni)‏     |
| 03  | بني دوالة (بالفرنسية: Beni Douala)‏  |
| 04  | بني زمنزر (بالفرنسية: Beni Zmenzer)‏ |
| 05  | بني عيسي (بالفرنسية: Beni Aïssi)‏    |
| 06  | تيزي وزو (بالفرنسية: Tizi Ouzou)‏    |

## الروافد
هناك العديد من الروافد والمجاري المائية التي تصب في «وادي عيسي» قبل وصوله إلى مصبه في وادي سيباو:
- آسيف مسوية (بالأمازيغية: Asif Messouya)
- آسيف بو يدغاغن (بالأمازيغية: Asif Bu Yedɣaɣen)
- آسيف أوسرذون (بالأمازيغية: Asif Userdun)
- آسيف تاخوخت (بالأمازيغية: Asif Takhoukht)[4]
- آسيف بو أقذور (بالأمازيغية: Asif bougdoura)
- تاسيفت تكانة (بالأمازيغية: Tasift Tkanna)
- تاسيفت تاجلت (بالأمازيغية: Tasift Tajjelt)
- تاسيفت آيت خليلي (بالأمازيغية: Tasift At Xlili)
- تاسيفت آيت بو عدو (بالأمازيغية: Tasift n At Bu Ɛḍa)
- تاسيفت أوقرقور (بالأمازيغية: Tasift ugargur)
- إغزر تعزيبث (بالأمازيغية: Ighzar Tazivth)
- إغزر إيغيل بوزرو (بالأمازيغية: Ighzar Ighil Bouzerou)
- تارقة نلجماعة (بالأمازيغية: Tharga n'el djemaa)

## السدود
يمر «وادي عيسي» عبر العديد من السدود في ولاية تيزي وزو عبر مساره في جرجرة.
| رقم | ولاية تيزي وزو                            |
| --- | ----------------------------------------- |
| 01  | سد تاقسبت (بالفرنسية: Barrage de Taksebt)‏ |

## الطرق الوطنية
يتقاطع «وادي عيسي» مع العديد من الطرق الوطنية
| رقم | ولاية تيزي وزو                                                  |
| --- | --------------------------------------------------------------- |
| 01  | الطريق الوطني رقم 5 (بالفرنسية: Route nationale 5 en Algérie)‏   |
| 02  | الطريق الوطني رقم 12 (بالفرنسية: Route nationale 12 en Algérie)‏ |
| 03  | الطريق الوطني رقم 15 (بالفرنسية: Route nationale 15 en Algérie)‏ |
| 04  | الطريق الوطني رقم 24 (بالفرنسية: Route nationale 24 en Algérie)‏ |
| 05  | الطريق الوطني رقم 30 (بالفرنسية: Route nationale 30 en Algérie)‏ |
| 06  | الطريق الوطني رقم 72 (بالفرنسية: Route nationale 72 en Algérie)‏ |

## مؤسسات وهيئات ومحطات نقل

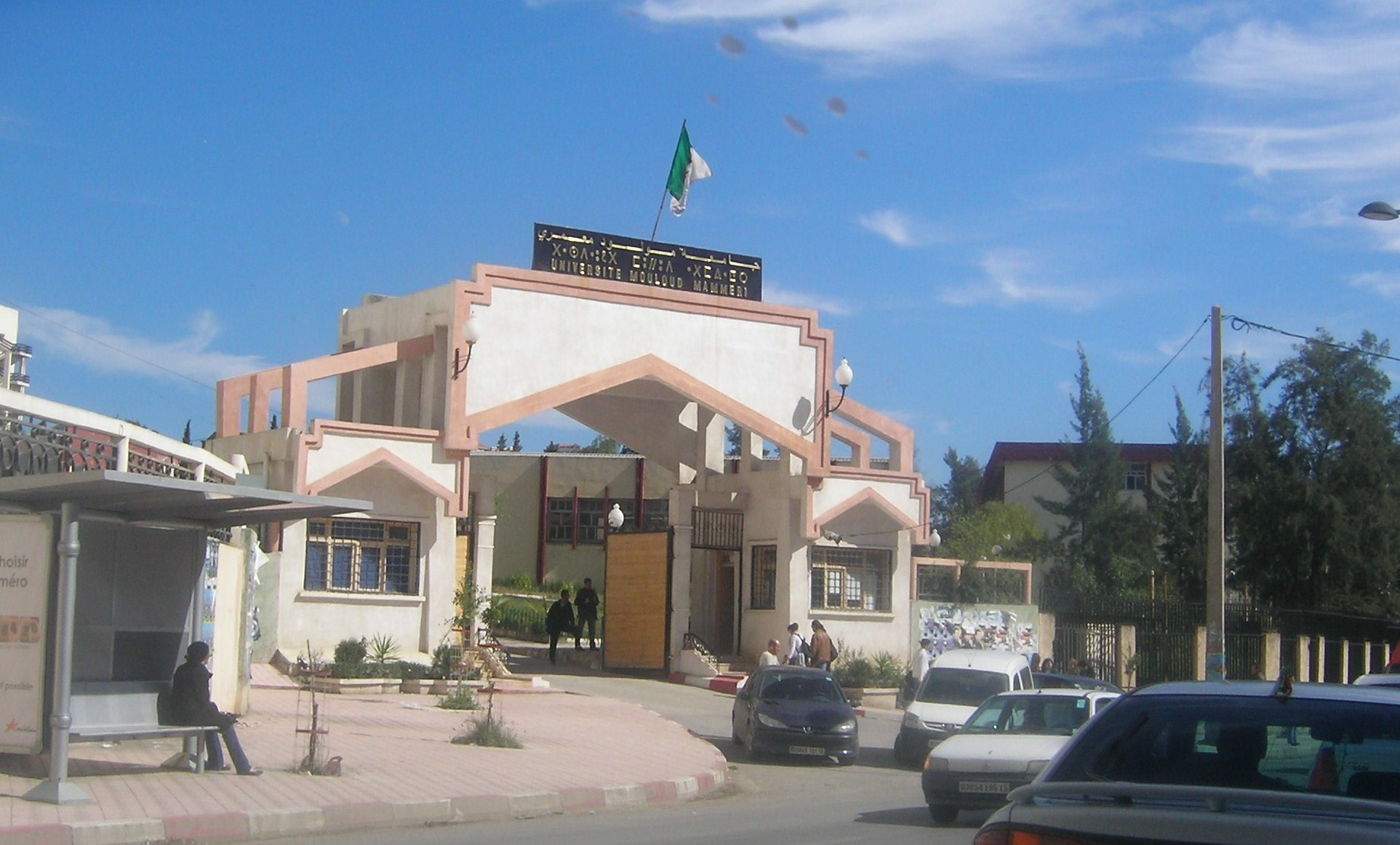
جامعة مولود معمري

يمر «وادي عيسي» عبر العديد من محطات النقل في ولاية تيزي وزو عبر مساره في جرجرة
| رقم | ولاية تيزي وزو                                                          |
| --- | ----------------------------------------------------------------------- |
| 01  | محطة قطار وادي عيسي (بالفرنسية: Gare ferroviaire de Oued Aïssi)‏         |
| 02  | جامعة مولود معمري (بالفرنسية: Université Mouloud Mammeri de Tizi Ouzou)‏ |
| 03  | المؤسسة الوطنية للصناعات الكهرومنزلية (بالفرنسية: ENIEM)‏                |
| 04  | ملعب عبد القادر خالف (بالفرنسية: Stade Abdelkader Khalef)‏               |

## مكتبة الصور

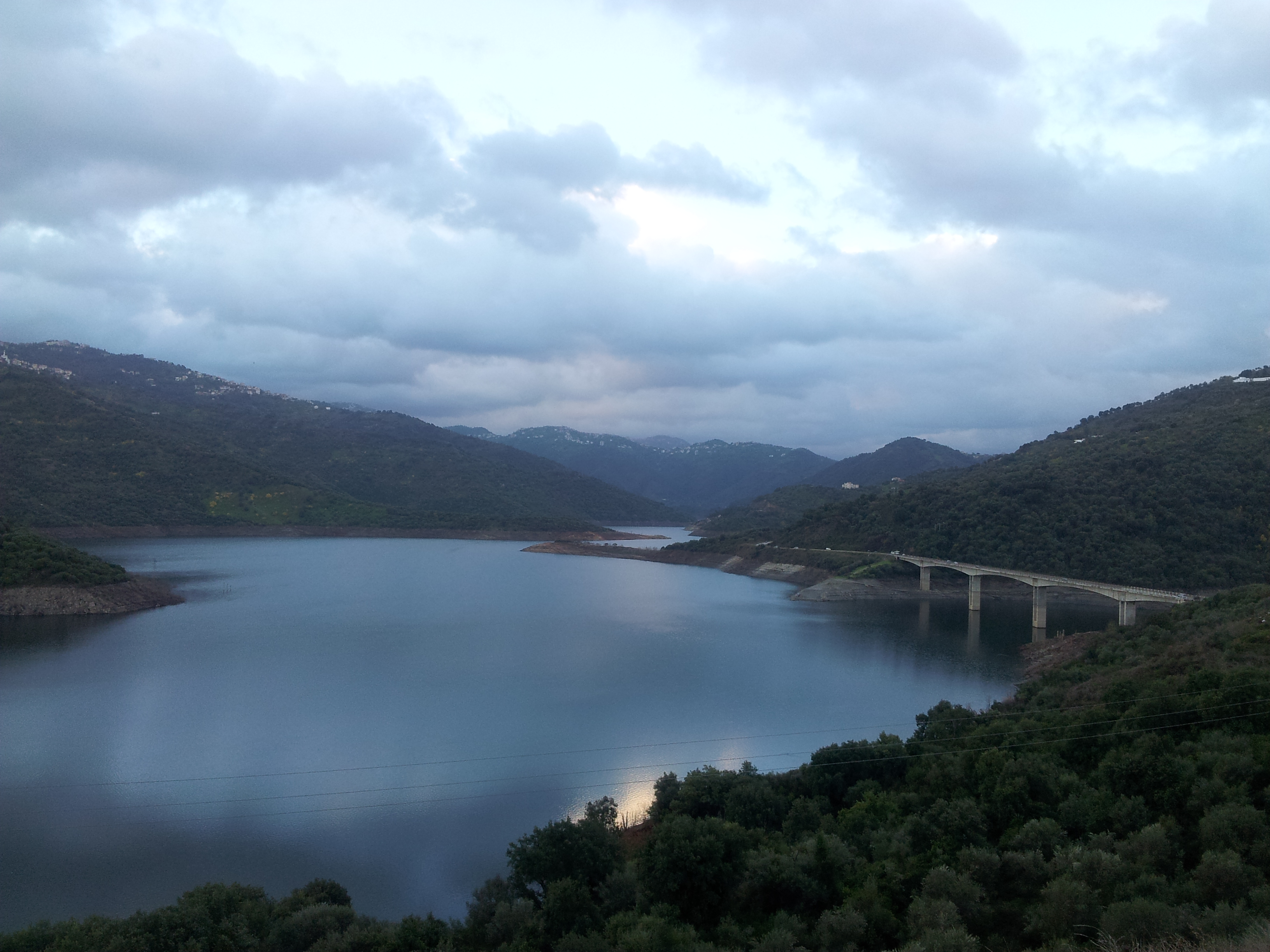
سد تاقسبت على وادي عيسي
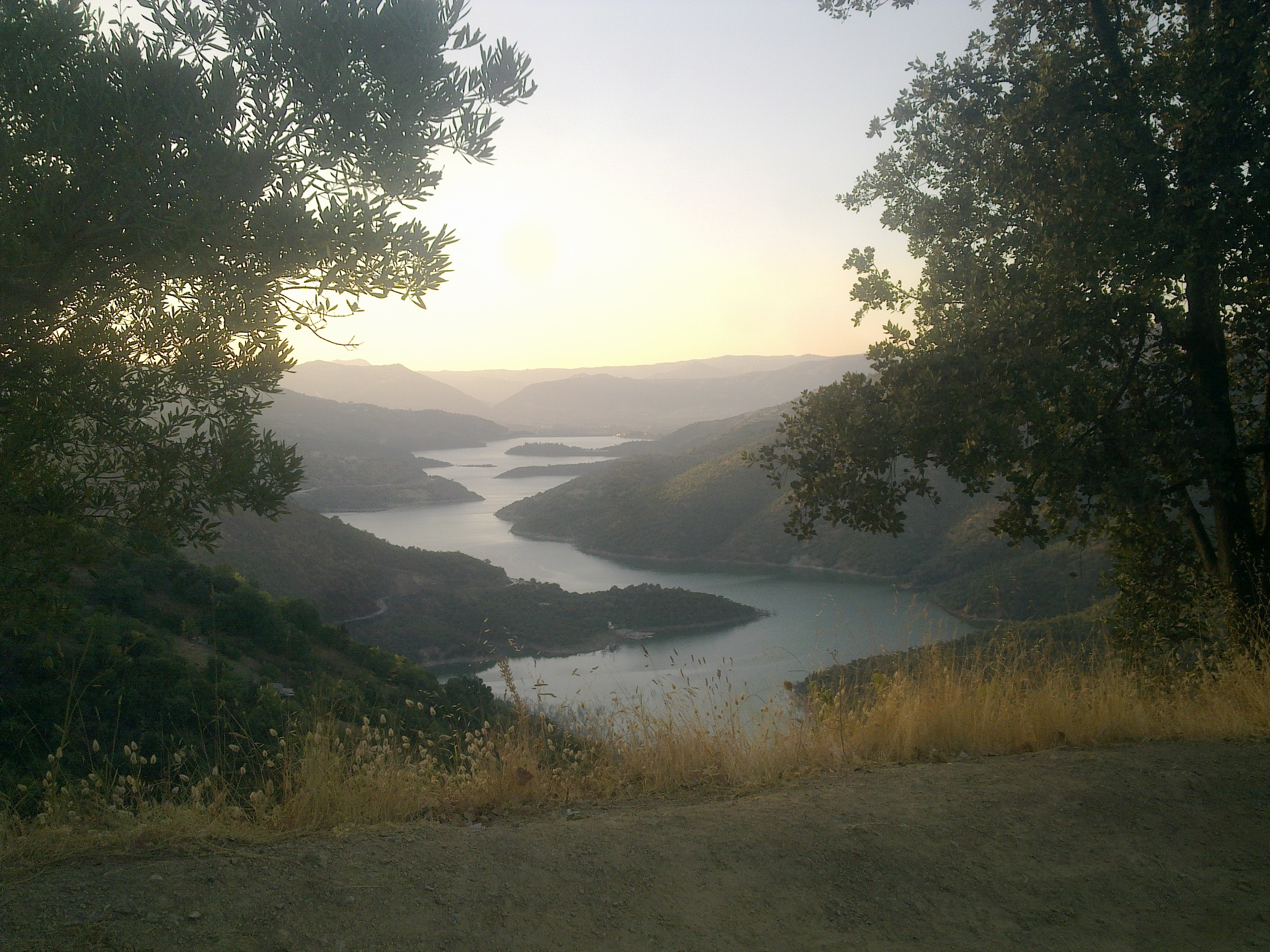
سد تاقسبت على وادي عيسي
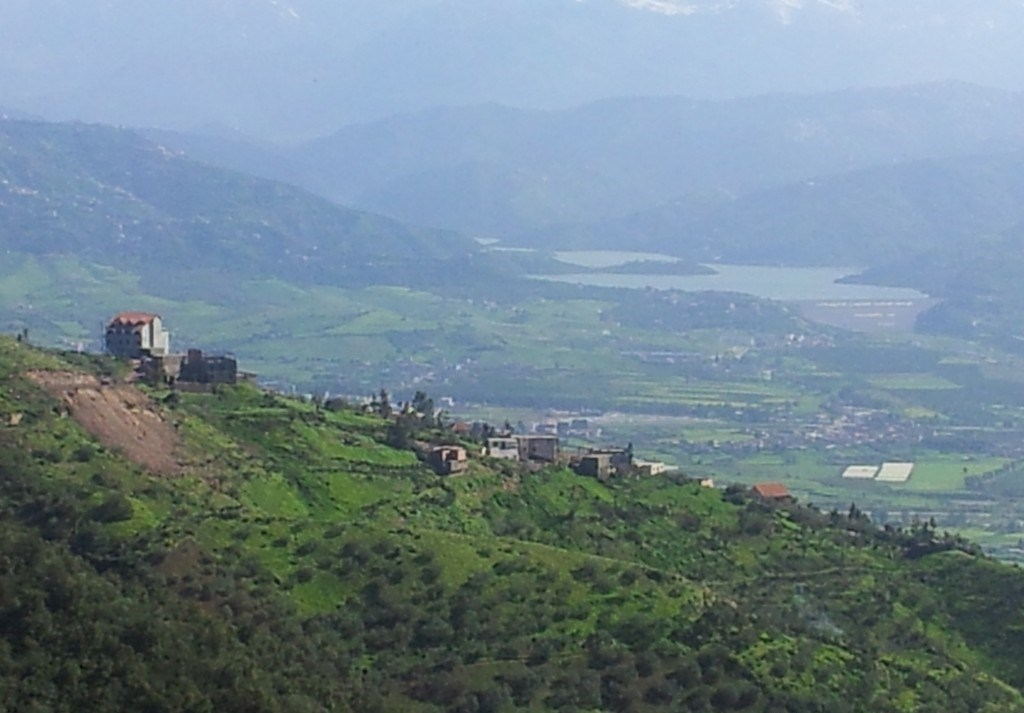
سد تاقسبت على وادي عيسي
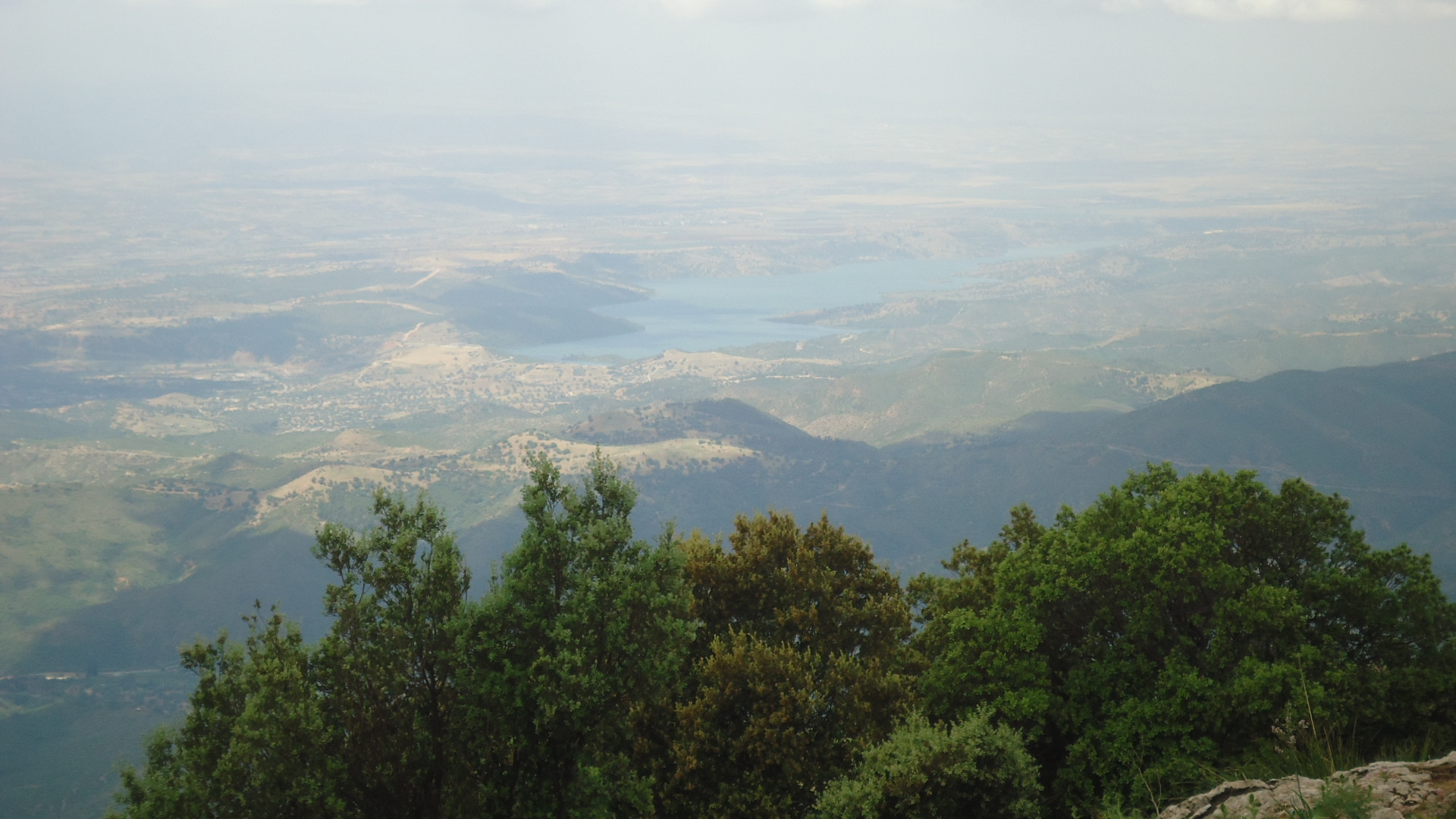
سد تاقسبت على وادي عيسي
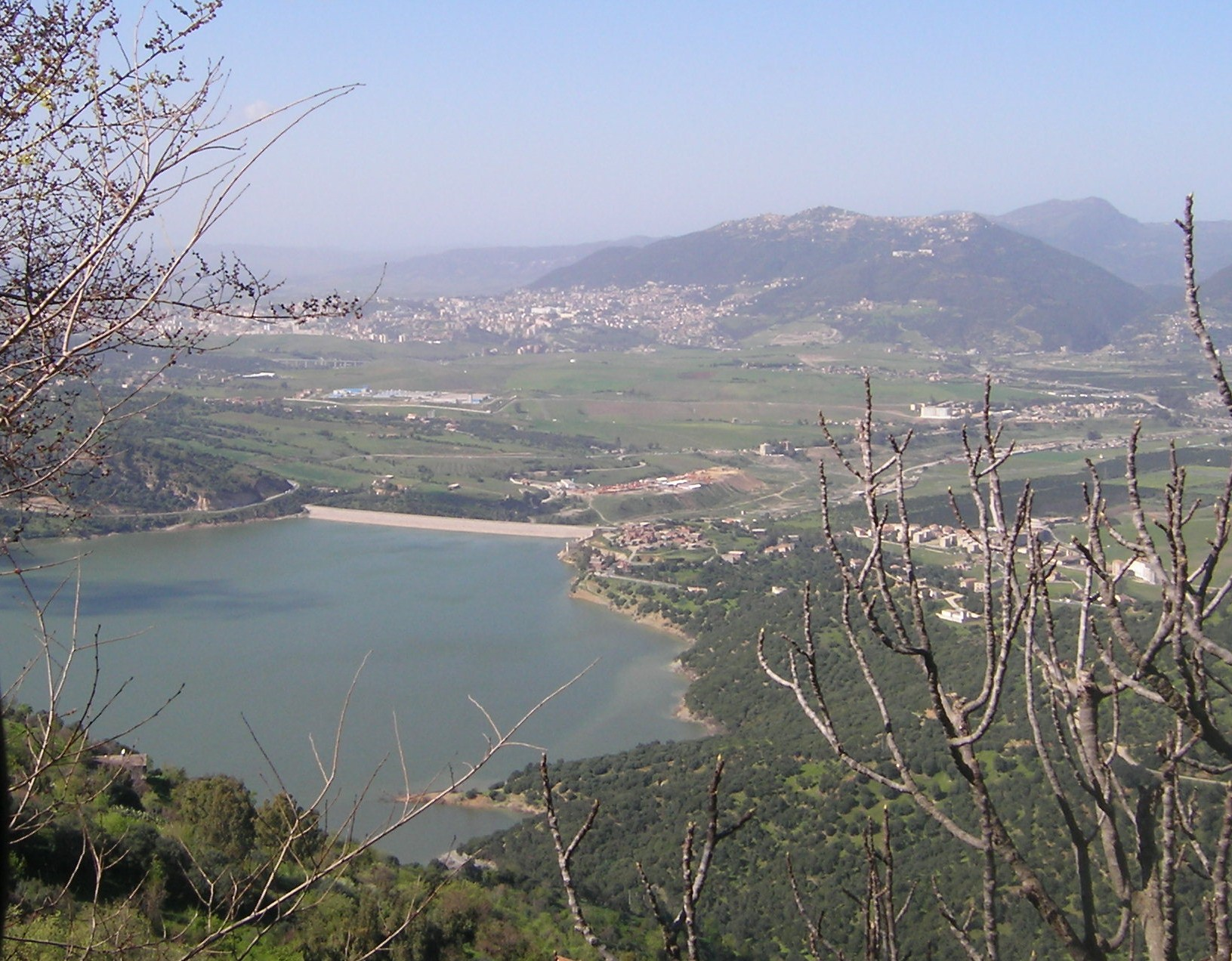
سد تاقسبت على وادي عيسي
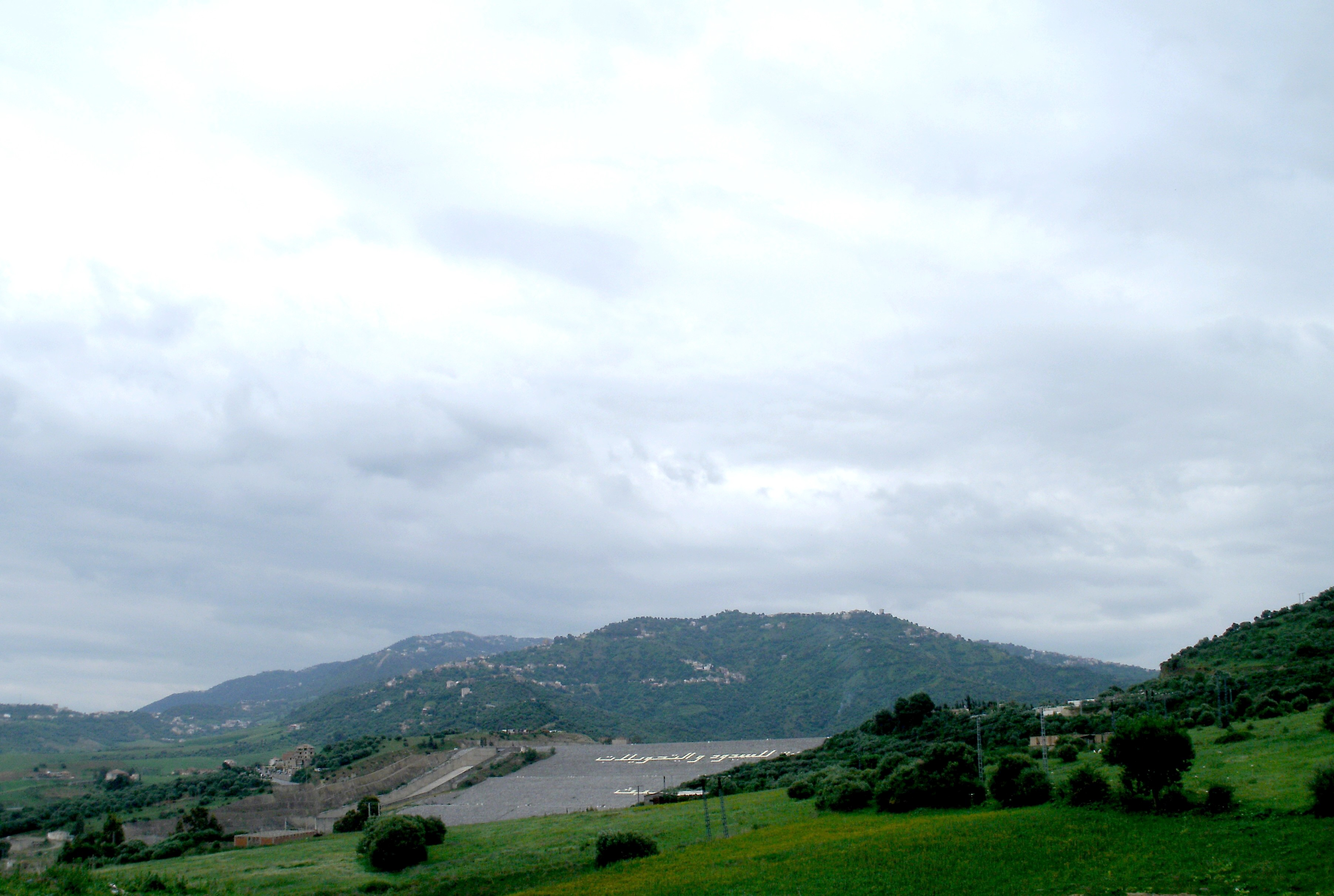
سد تاقسبت على وادي عيسي
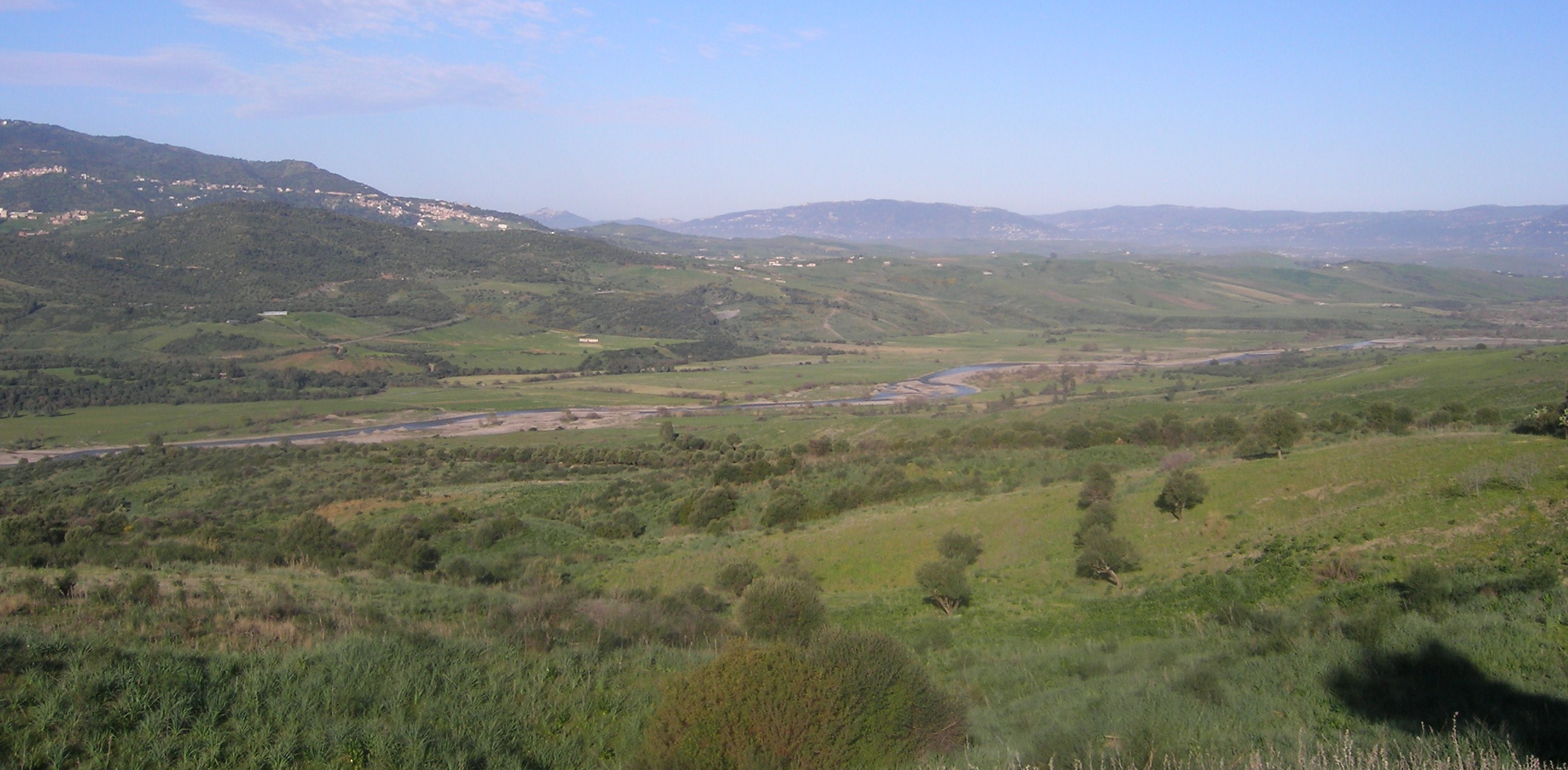
وادي سيباو
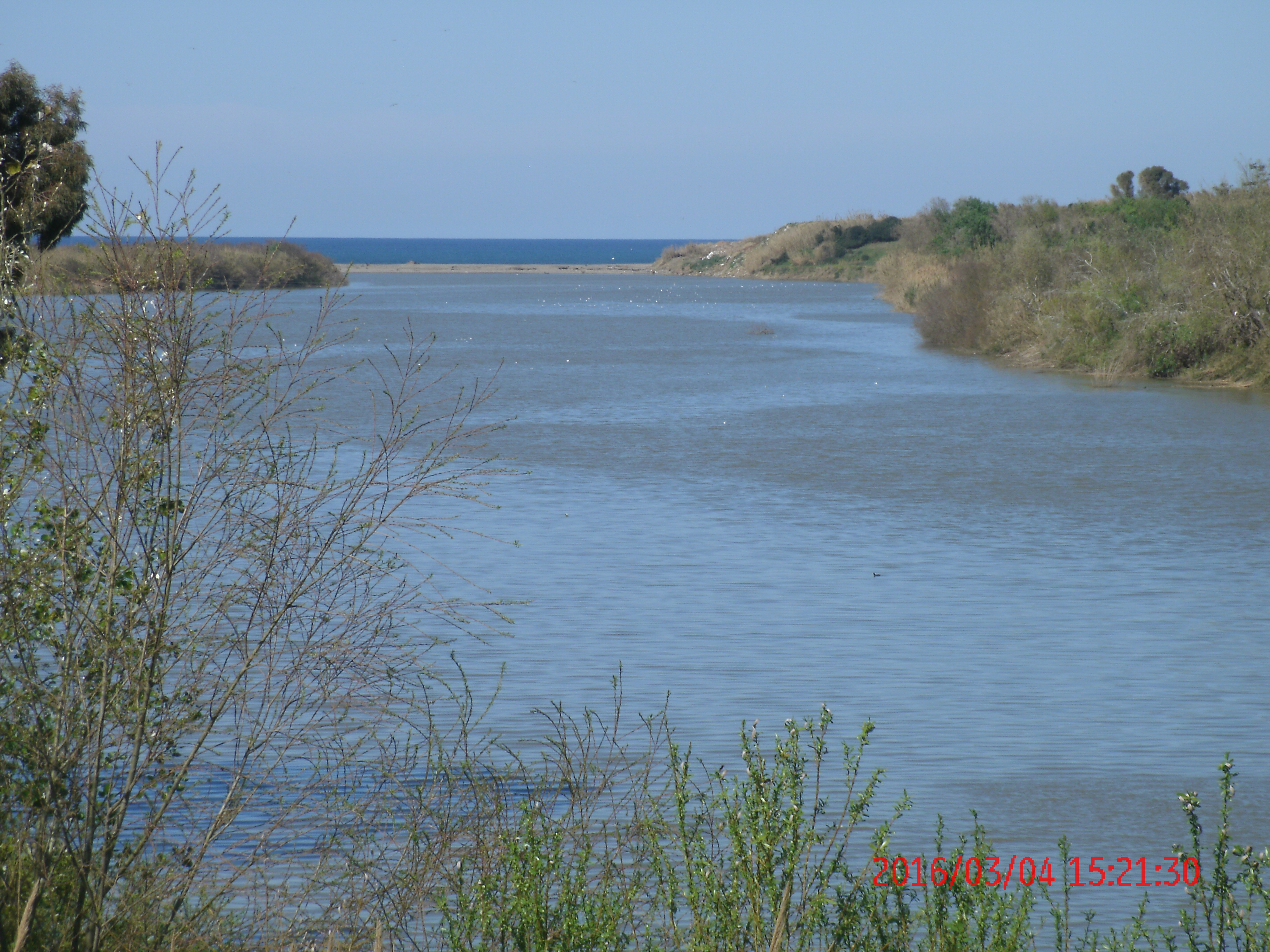
وادي سيباو
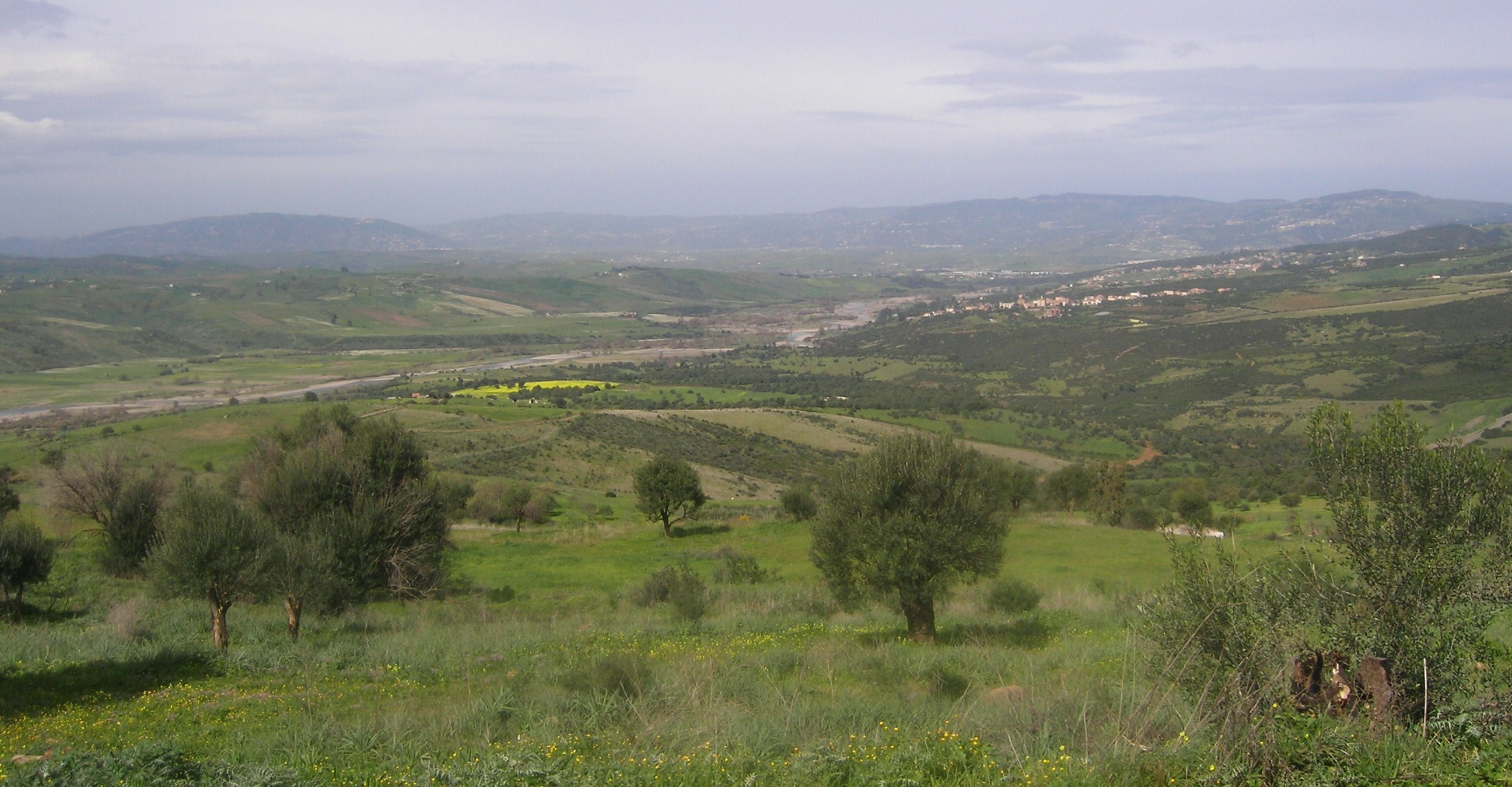
وادي سيباو
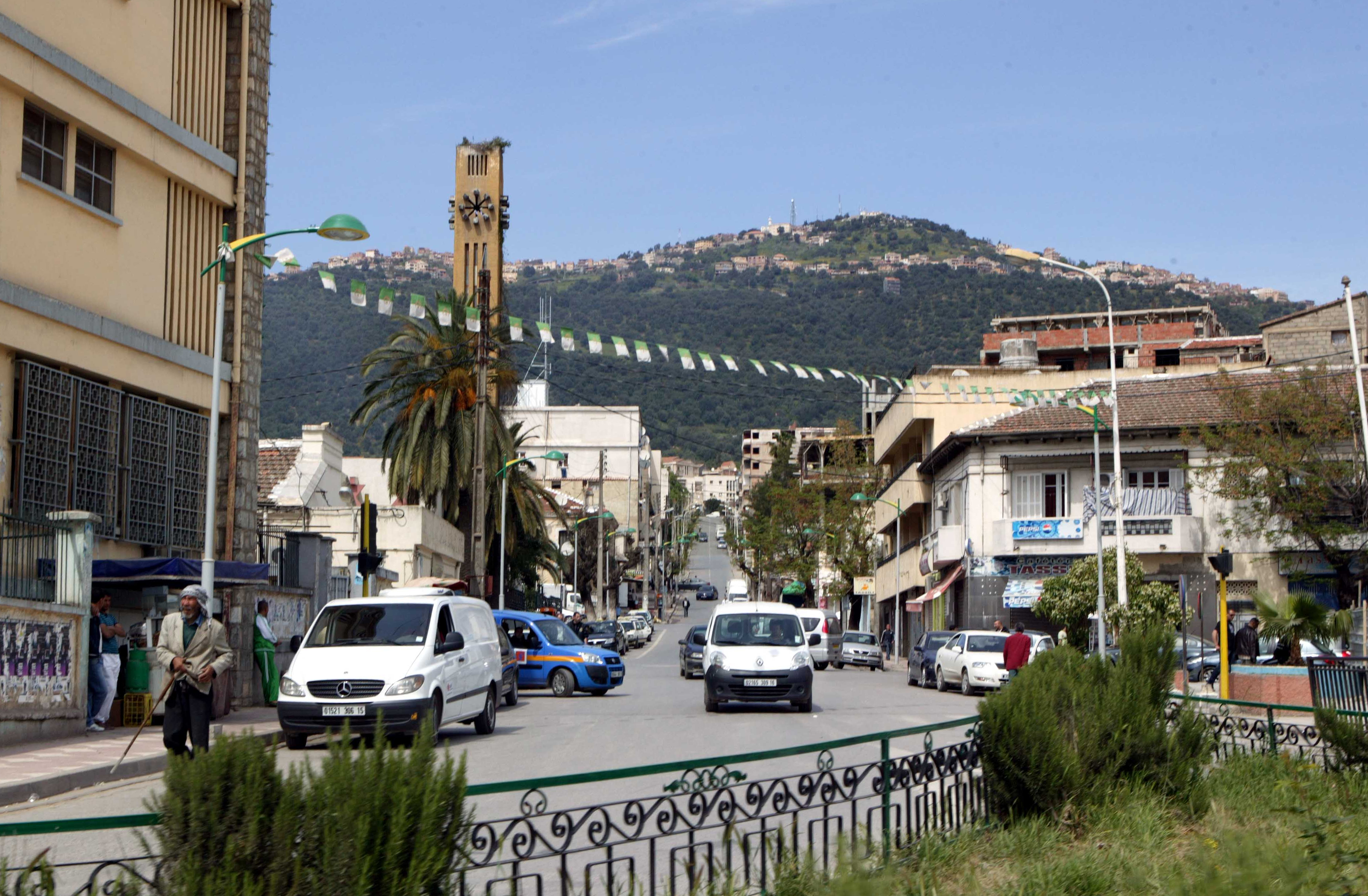
النقل في ولاية تيزي وزو
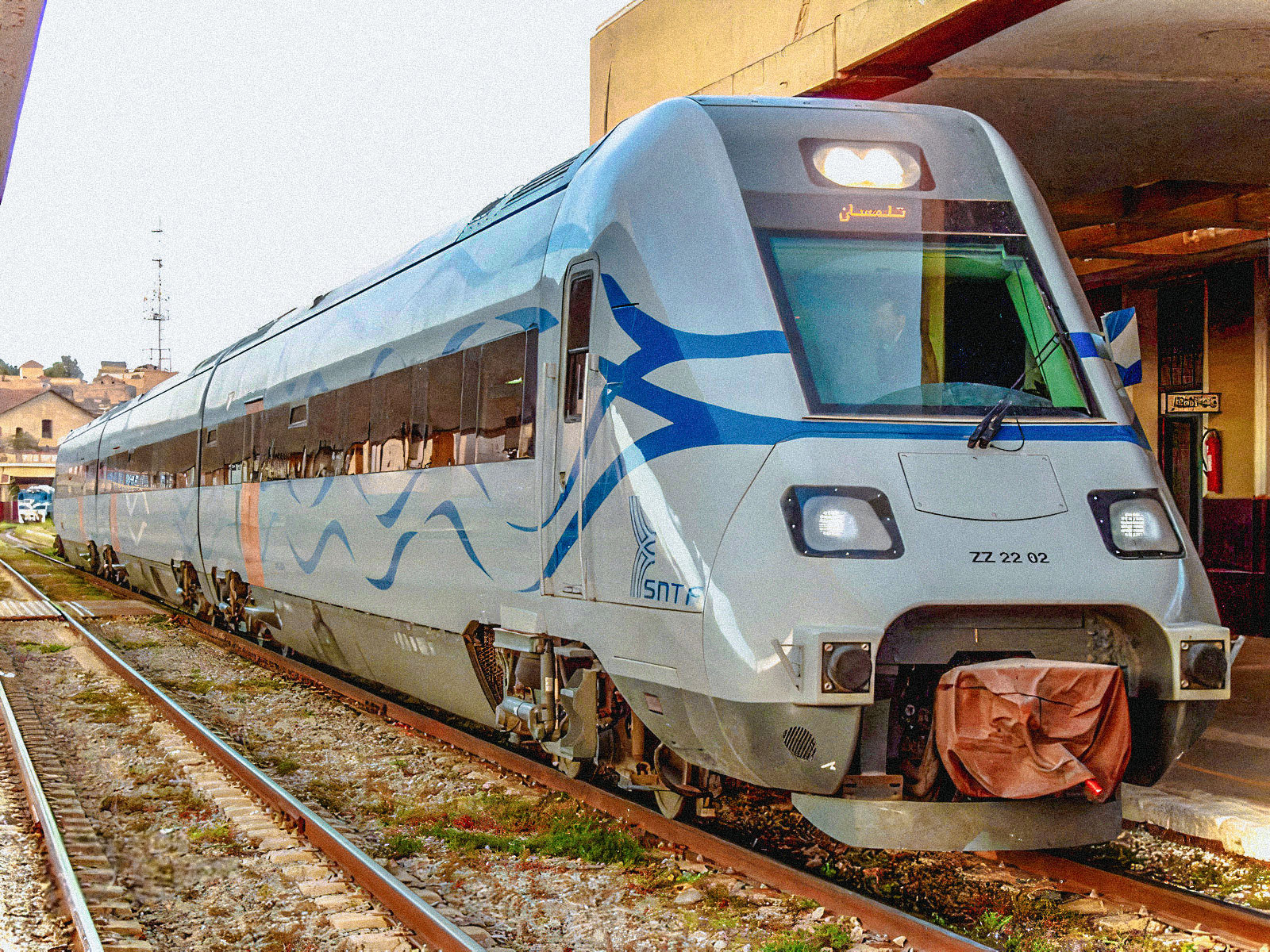
الشركة الوطنية للنقل بالسكك الحديدية
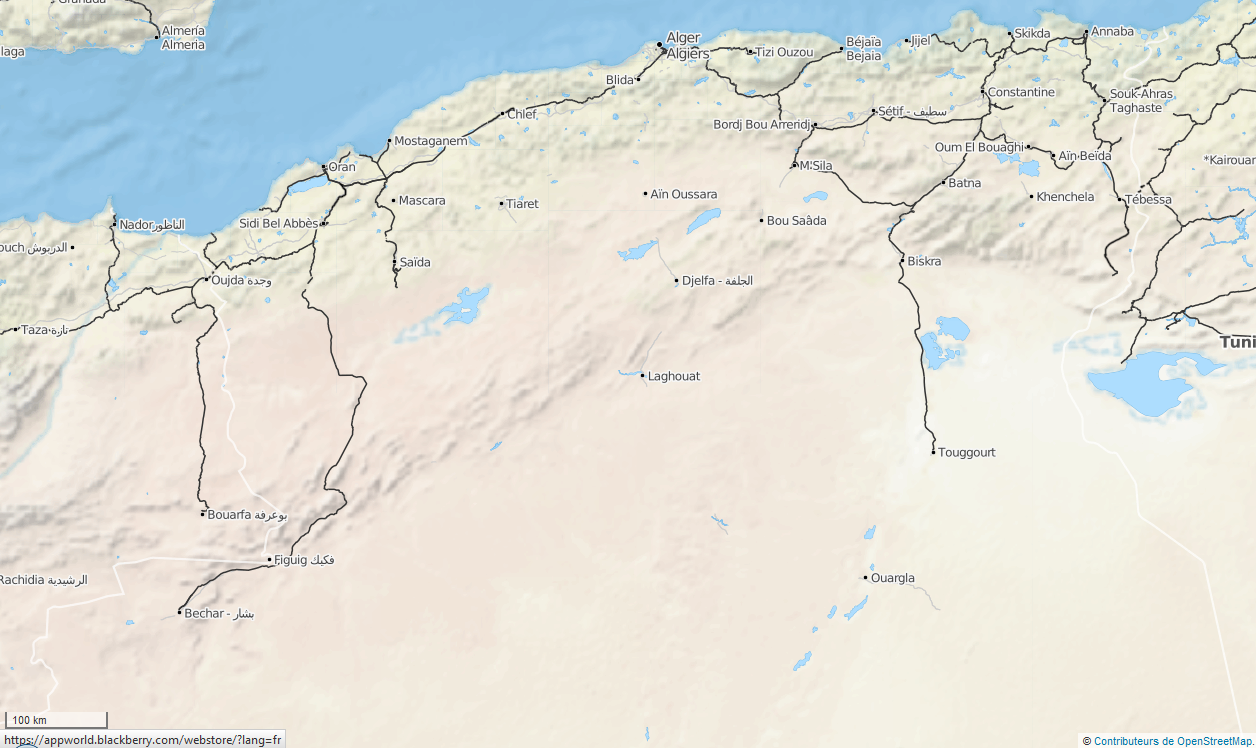
النقل بالسكة الحديدية في الجزائر [الفرنسية]

### مواضيع ذات صلة
- أحياء وقرى بلدية تيزي وزو
- المجاري المائية في الجزائر
- قائمة أنهار الجزائر
- وزارة الموارد المائية الجزائرية
- نظام مائي للوديان
- نظام مطري للوديان
- الأطلس التلي
- جرجرة
- ولاية تيزي وزو
- قائمة شواطئ الجزائر
- قائمة شواطئ العالم
- السياحة في الجزائر
- قائمة أهم المعالم السياحية في العالم

### وصلات خارجية
- وكالة حماية ساحل ولاية الجزائر
- وزارة الموارد المائية الجزائرية

### فيديوهات
- جولة في مسار وادي عيسي على يوتيوب.
- منطقة وادي عيسي على يوتيوب.
- سد تاقصبت على يوتيوب.